# 1914 v hudbě
Na této stránce naleznete seznam událostí souvisejících s hudbou, které proběhly roku 1914.

## Narození
- 24. dubna – Jiří Strniště, český dirigent a hudební skladatel († 30. července 1991)
- 26. května – Ziggy Elman, americký jazzový trumpetista († 26. června 1968)
- 8. června – Billy Eckstine, americký zpěvák († 8. března 1993)
- 29. června – Rafael Kubelík, český dirigent († 11. srpna 1996)
- 1. července – Josef Olejník, český hudebník, pedagog a kněz († 11. července 2009)
- 26. července – Erskine Hawkins, americký trumpetista a kapelník († 11. listopadu 1993)
- 10. října – Ivory Joe Hunter, americký zpěvák († 8. listopadu 1974)
- 14. listopadu – František Vrána, český klavírista a hudební skladatel († 16. června 1975)
- 23. prosince – Dezider Kardoš, slovenský hudební skladatel a pedagog († 18. března 1991)

## Úmrtí
- 28. března – Hanuš Trneček, český harfenista, klavírista, dirigent, skladatel a pedagog (* 16. května 1858)
- 12. dubna – Josef Nešvera, český hudební skladatel (* 24. října 1842)
- 9. června – Jan Sobek, český klarinetista a hudební skladatel (* 30. dubna 1831)
- 30. června – Josef Jeřábek, český hudební skladatel a publicista (* 13. března 1853)
- 1. července – František Josef Mach, český kapelník a hudební skladatel (* 31. května 1837)
- 28. srpna – Anatolij Konstantinovič Ljadov, ruský dirigent a hudební skladatel (* 11. května 1855)